# A Guerra dos Gibis 2: Maria Erótica e o Clamor do Sexo, Imprensa, Pornografia, Comunismo e Censura na Ditadura Militar, 1964/1985
A Guerra dos Gibis 2: Maria Erótica e o Clamor do Sexo, Imprensa, Pornografia, Comunismo e Censura na Ditadura Militar, 1964/1985 é um livro de Gonçalo Junior que aborda a censura à pornografia pela Ditadura militar brasileira. O livro foi publicado em 2010 pela editora Peixe Grande e lançado na Comix.
A obra é considerada uma continuação de A Guerra dos Gibis: a Formação do Mercado Editorial Brasileiro e a Censura aos Quadrinhos, 1933-1964, com a pesquisa sendo iniciada em seu trabalho de conclusão de curso na Universidade Federal da Bahia (UFBA), publicado em 1993. O livro conta com mais de quinhentas imagens. Em 2011, foi criado um documentário intitulado A Guerra dos Gibis, inspirado no livro.

## Conteúdo
O livro aborda a censura que a Ditadura Militar implementou a pequenas editoras do Brasil que tentavam publicar qualquer coisa ligada a sexo ou nudez, principalmente pelo Governo ver ligação entre pornografia e o comunismo, vista como uma estratégia da União Soviética para destruir a família. O livro segue principalmente as histórias de Minami Keizi e Cláudio Seto, pais do mangá no Brasil que também são conhecidos pela produção de quadrinhos eróticos. Ele também segue a história das editoras Edrel, responsável por publicações como Estórias Adultas e Garotas & Piadas, da editora Minami & Cunha, e Grafipar, responsável por Penthouse e Maria Erótica, além de outras como Abril, Três e Bloch, responsáveis pela publicação de revistas como Playboy, Nova, Status e Ele & Ela.
Parte das informações foram retiradas do Departamento de Ordem Política e Social (DOPS) de São Paulo. Também foram feitas entrevistas e alguns dos quadrinhistas guardaram documentos, como Minami Keizi, que possuia mais de 300 carcas trocadas entre ele e a Censura. O livro trás histórias até então não publicadas, como o depoimento de Paulo Fukue no DOPS.